# Église Saint-Caprais de Saint-Caprais (Lot)
L'église Saint-Caprais de Saint-Caprais est une église catholique située à Saint-Caprais, en France.

## Localisation
L'église est située dans le département français du Lot sur le territoire de la commune de Saint-Caprais.

## Historique
D'après René Clary, la paroisse serait mentionnée au Xe siècle. L'état le plus ancien de l'église remonterait au XIe siècle. La disposition de l'église est similaire à celle de la chapelle Saint-André des Arques.
L'église a dû être construite au XIIe siècle sur un plan simple avec une petite nef, à l’origine charpentée, et une abside semi-circulaire, voûtée en cul-de-four.
Pendant la guerre de Cent Ans l'église est surélevée d'un étage pour y installer un lieu de refuge pour les habitants du village.
À la fin du XVe siècle a été peint un décor dont il subsiste quelques vestiges avec des scènes du Jugement Dernier et de la Résurrection des morts dans la nef, ainsi qu'une Descente de croix dans le chœur.
Un nouveau portail est ouvert sur la façade ouest où a été inscrit "M – BISIERE – 1686", c'est-à-dire Antoine Bessière qui est le curé entre 1670 et 1699. Un décor mural de style Louis XV composé de gypseries a été ajouté dans le chœur au XVIIIe siècle.
La sacristie est construite contre le chevet dans la seconde moitié du XIXe siècle.
L'édifice a été inscrit au titre des monuments historiques le 5 avril 1979.